# Dendronephthya decipiens
Dendronephthya decipiens is een zachte koraalsoort uit de familie Nephtheidae. De koraalsoort komt uit het geslacht Dendronephthya. Dendronephthya decipiens werd in 1909 voor het eerst wetenschappelijk beschreven door Henderson. 